# 水蓝
水藍（英語：aqua），為青色的一種，介於藍色與青色之間，在色譜上較偏向淺藍色。代表清徹明澄的水的顏色，作為江、湖、溪等自然水的象徵，但與代表海洋的深藍色有所不同。

## 參看
- 颜色列表